# 阮蔡文
阮蔡文（1666年—1716年），出生於福建漳浦，中國清朝武官、詩人，曾任臺灣北路營參將等職，以其文才武略、為政清廉而聞名，在臺灣短暫任職期間留下了珍貴的文史記錄。

## 早年學習
阮蔡文出生於1666年（康熙五年）福建漳浦，字子章，號鸛石（或鶴石），榜姓蔡，後復阮姓，名阮文。
幼年，阮蔡文隨父遷居江西南昌，少年考取秀才，展現早慧才能。1690年（康熙二十九年）阮蔡文中舉，自此踏上仕途。其後多次參加會試未果，但阮蔡文並未氣餒，將精力轉向經世致用之學，尤其鑽研海防、航海、沿海地形及島嶼形勢等。阮蔡文亦精通吳、楚、淮、閩、越、廣等方言，以及苗、猺等少數民族語言，於日後的軍政生涯發揮重要作用。1707年（康熙四十六年），阮蔡文受邀至福州鰲峰書院講學數年。

## 踏上官途
1712年（康熙五十一年），阮蔡文隨御史陳汝賢出海招撫江浙海盜陳尚義。阮蔡文不顧安危，親自登上海盜船談判，成功招降陳尚義一黨。此舉引起清聖祖康熙帝注意。康熙帝召見阮蔡文，詢問海防事宜。阮蔡文條陳甚詳，康熙帝稱許道：「阮蔡文一書生，有膽乃爾！」初授雲南陸梁州知州，但未及赴任，李光地特旨改任福建廈門水師提標中營參將。阮蔡文任內致力肅清海盜、維護地方治安，化解外國商船與居民之間的衝突，促進海外貿易。阮蔡文以清廉操守聞名，深得民心，政績使其更受朝廷重視。

## 調任臺灣
1715年（康熙五十四年），阮蔡文奉旨接替翁國楨調任臺灣北路營參將（營署設於諸羅）。此官職是臺灣清治時期此階段，受臺灣鎮總兵制約的臺南以北最高軍事將領。初到臺灣，阮蔡文即展現治理才能，與臺灣知府周鍾瑄通力合作，整頓軍紀、提高戰鬥力。民間治理方面，他改善漢人、原住民關係，減少衝突。此外，他更捐俸助建學宮，推動地方教育、修建城隍廟以安撫民心、廢除轄區內的各種陋規，減輕百姓負擔。
阮蔡文任職期間，北臺灣（尤其南嵌、淡水一帶）環境惡劣，瘴氣瀰漫，人煙稀少。該地素有「明鄭流放罪人之地」之稱，駐軍常因惡劣環境而病故，歷來少有參將親自巡視。儘管部屬極力勸阻，阮蔡文仍決心巡視該地。他攜帶乾糧，從嘉義出發，一路北上，經過彰化、大甲、新竹、後壠（今後龍），最終抵達淡水和基隆，並沿途留下紀行詩。然而，這次北臺灣巡視使阮蔡文染上瘴疾。翌年，他被提拔為福州城守副將，但病情已難以挽回。1716年（康熙五十六年），赴京述職途中，阮蔡文於江蘇宿遷去世。

## 文學成就
阮蔡文雖任武職，卻雅好詩文，留下了豐富的漢詩。其詩風寫實，善於描繪地方風土，文字簡練而有畫面感。《諸羅縣志》卷十一《藝文志》收錄其多篇詩作，包括竹塹、祭淡水將士文等。北臺灣巡視期間，阮蔡文由南到北記錄地理環境、氣候特色、風土人情、民俗習慣，並抒發感想，為後世清初臺灣研究提供寶貴史料：
- 大甲婦：描繪大甲地區婦女的生活狀況。
- 大甲溪：記錄大甲溪地理環境。
- 竹塹：細寫新竹地理、墾殖狀況。
- 吞霄道中：描寫途經吞霄（今通霄）時見聞。
- 虎尾溪：記錄虎尾溪流域的地理特徵。
- 後壠：描繪後壠風土、人情。
- 淡水：記述淡水的地理環境、歷史變遷。
- 後壠港：描述後壠港繁華之景。[3]

在淡水，阮蔡文發現多處無主烈士墓塚，深受觸動。他在「寒風陰霧間」發現「荒塚纍纍，問之皆西來將士」，特別寫下祭淡水將士文，悼念為開拓臺灣而犧牲的將士。文中寫道：「爾沒在前，無能恤爾於生兮；我來在後，聊云慰爾於死！」表達了對先烈的哀悼之情，並展現後來者的感恩之心。
竹塹則為其代表作，紀錄漢人侵墾原住民土地之情形，全文為：「南嵌之番附淡水，中港之番歸後壠。竹塹周環三十里，封疆不大介其中。聲音略與後壠異，土風習俗將無同。年年捕鹿邱陵比，今年得鹿實無幾。鹿場半被流民開，藝蔴之餘兼藝黍。番丁自昔亦躬耕，鐵鋤掘土僅寸許。百鋤不及一犂深，那得盈寧畜妻子。鹿革為衣不貼身，尺布為裳露雙髀。是處差徭各有幫，竹塹煢煢一社耳。鵲巢忽爾為鳩居，鵲盡無巢鳩焉徙。」

## 歷史評價
阮蔡文以其文才武略、為政清廉而受時人推崇。在臺灣短暫任職期間，阮蔡文的治理才能和品格，贏得百姓和同僚愛戴。1717年（康熙五十六年），周鍾瑄等人纂修《諸羅縣志》時，特別在卷七《兵防志》中為阮蔡文立傳，肯定其功績，展現出阮蔡文在當時臺灣社會的地位和影響力。阮蔡文在臺灣任職時間不長，其事蹟和詩文仍對臺灣文學、歷史研究影響深遠。